# Adele Zay
Adele Zay (Hermannstadt, 29 de febrero de 1848 - Brasoj,Rumania, 29 de diciembre de 1928) fue una maestra, feminista y pedagoga de Transilvania en el Imperio austríaco (hoy Sibiu, Rumania).

## Biografía
Su familia eran Sajones de Transilvania, parte de la población luterana étnicamente alemana que había sido invitada por el rey húngaro a establecerse en Transilvania desde el siglo XII. Las comunidades alemanas en las que vivieron mantuvieron la autonomía política desde el siglo XVII hasta el último cuarto del XIX.

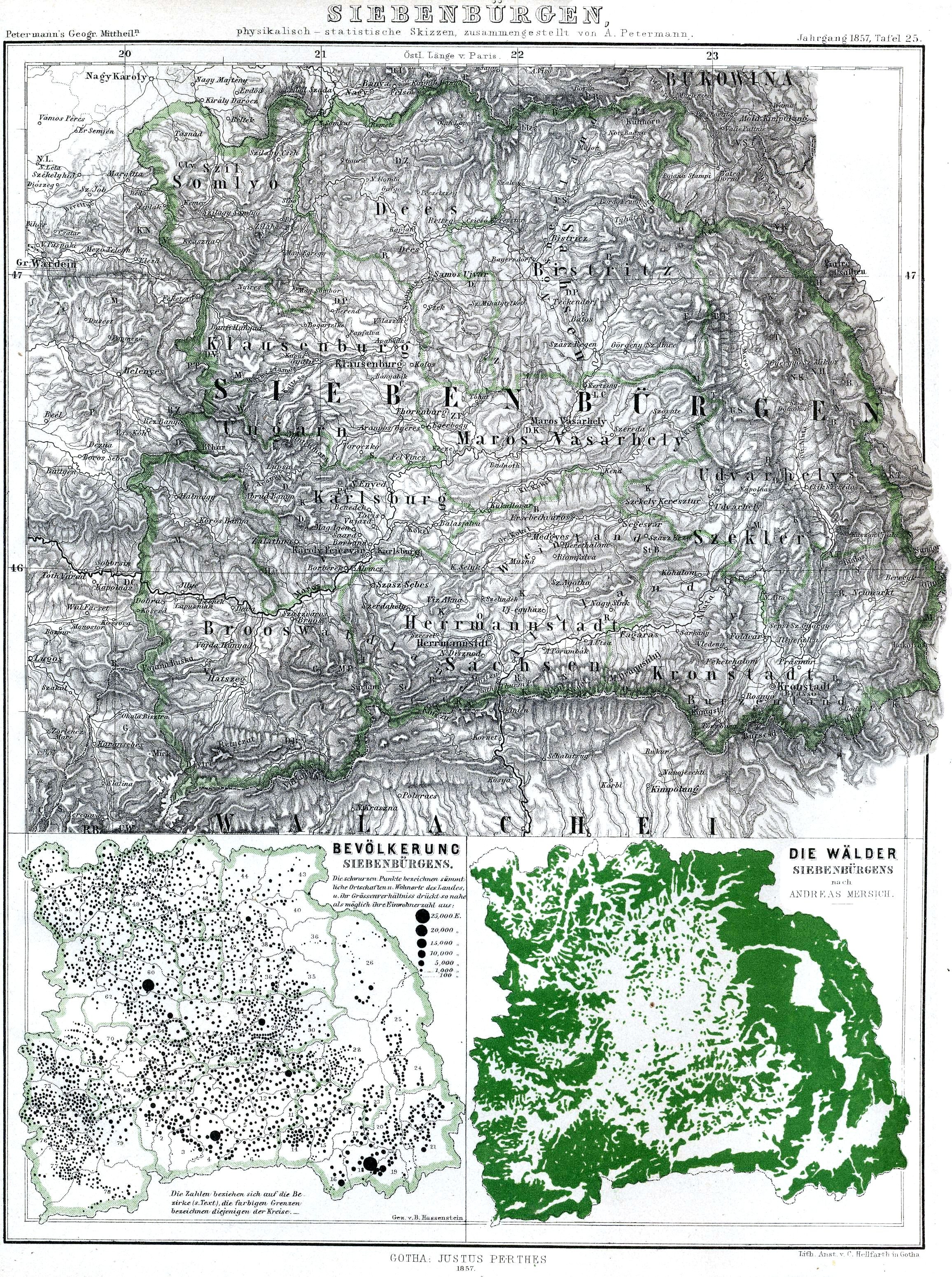
Principado de Transilvania del siglo XIX

Era la cuarta hija de la familia y tenía un hermano menor que se convirtió en abogado y parlamentario húngaro. Su padre fue juez del Tribunal Superior del tribunal regional, pero murió en 1850. Dejó a su esposa con una pequeña pensión, que era insuficiente para la educación de sus hijos.Adele Zay, que aspiraba a ser maestra, asistió a la escuela de niñas protestantes y complementó su educación con clases particulares de idiomas y ciencias naturales.En 1880, después de estudiar en el extranjero en Viena y Gotha, aprobó su certificación de educación primaria para Alemania y Hungría. Al año siguiente, se certificó como maestra de secundaria, convirtiéndose en la primera mujer de Transilvania en obtener una educación superior. De 1875 a 1884 enseñó en el Instituto de Irma Keméndy en Szeged.Después de casi una década en Szeged, Adele Zay aceptó un puesto en una escuela recién establecida para la formación de maestros de jardín de infancia en Kronstadt (Brassó).Desde el principio fue la fuerza creativa detrás del desarrollo de la escuela y diseñó el plan de estudios. Dirigió la escuela desde 1884 hasta 1927, convirtiéndose en su directora oficial en 1922. Simultáneamente con su traslado a Kronstadt, se unió a la Asociación General de Mujeres de la Iglesia Evangélica de Transilvania y se convirtió en una de las líderes en la lucha por los derechos de las mujeres. Trabajó con éxito para que las maestras de jardín de infantes y artesanía fueran reconocidos como educadoras y tuvieran derecho a pensiones. Además presionó para que la profesión docente se abriera a las mujeres, lo que se logró en 1901, y para que se estableciera una escuela normal para mujeres, lo que ocurrió en 1903.
Escribió libros sobre la teoría de la educación infantil que se distribuyeron en Hungría y Alemania y se utilizaron como textos de formación hasta la Segunda Guerra Mundial. Durante sus estudios en el extranjero tuvo contacto con feministas internacionales lo que la llevó a apremiar para que las mujeres tuvieran derecho al voto. En 1918, su campaña dio como resultado que las mujeres obtuvieran la capacidad de votar en las elecciones de la iglesia. Fundó la Freie Sächsische Frauenbund (Liga de Mujeres Sajonas Libres) en 1920 como una organización paraguas para ayudar a las mujeres a luchar por los derechos sociopolíticos del Reino de Rumania, bajo cuya jurisdicción cayó Transilvania después de la Primera Guerra Mundial. En la década de 1920, trabajó como miembro del parlamento y miembro del Comité de Distrito para el Consejo Popular de Burzenland. Permaneció activa en movimientos educativos y políticos hasta su muerte en 1928.

## Trayectoria profesional
Entre 1865-1884  Adele Zay dio clases particulares y más tarde enseñó  francés y alemánen el Mädchenerziehungsanstalt von Philippine Barreaud (Instituto Educativo para Niñas de Filipinas Barreaud) en Hermannstadt. Cuando la escuela cerró en 1873, se mudó al barrio Cotroceni de Bucarest y enseñó en el Mädchenerziehungs- und Lehrerinnenbildungsanstalt Asyl Helene (Instituto Educativo y de Formación de Profesores para Niñas del Asilo Helena),donde una de sus hermanas mayores era maestra. El Asilo Helena fue un orfanato establecido en 1862 por Elena Cuza, la princesa consorte de los Principados Unidos de Moldavia y Valaquia . Más tarde se ocupó de la reina Isabel de Wied .Adele Zay impartía clases de lengua alemana, geografía e historia.

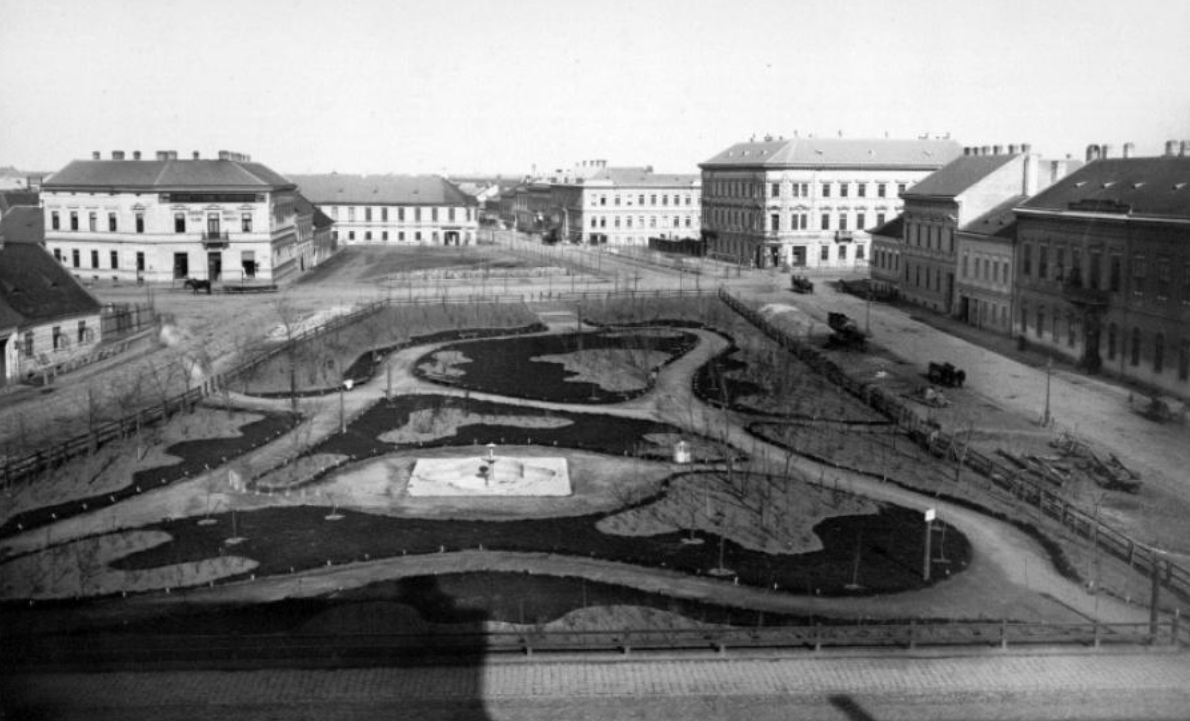
Plaza Dugonics, Szeged, Hungría, alrededor de 1883–1885 (el edificio superior izquierdo de la plaza con un caballo al frente es el Instituto de Irma Keméndy)

En 1875, queriendo continuar su educación, fue a Viena donde realizó un seminario de capacitación con Friedrich Dittes, un reformador escolar y defensor del método Fröbel. También estudió lecciones privadas en Gotha con August Köhler, un adherente de los directores de Fröbel que la instruyó en pedagogía .Se aseguró  un nuevo puesto, enseñando inglés y alemán, geografía y matemáticas en el Instituto de Irma Keméndy en Szeged.Mientras enseñaba, continuó sus propios estudios en la escuela normal del Instituto Keméndy. En 1880, aprobó el examen para enseñar en las escuelas primarias estatales alemanas y húngaras. Al año siguiente, aprobó un examen adicional en la Escuela Normal Pública de Budapest para enseñar francés e inglés, convirtiéndose en la primera maestra de Transilvania-Sajona certificada para enseñar educación secundaria. Continuó enseñando y trabajó como administradora en el Instituto Keméndy hasta 1884, cuando el presbiterio de la Iglesia Evangélica de la Confesión de Augsburgo la invitó a enseñar en su escuela normal recién establecida para capacitar a maestros de jardín de infantes .
Entre 1884-1917, después de casi una década en Szeged, Zay aceptó el puesto en el Kindergärtnerinnenbildungsanstalt von der Evangelischen Landeskirche-AB (KBA-AB) (Escuela de Formación de Profesores de Jardín de Infancia de la Iglesia Evangélica de la Confesión de Augsburgo) y se mudó a Kronstadt (Brassó). Fue maestra de clase bajo el director, desde el principio fue la fuerza impulsora y el líder creativo de la institución. Como la única mujer con un título en educación superior, se le encomendó la creación del plan de estudios,que incluía clases de teoría educativa y de jardín de infantes, idiomas alemán y húngaro, geografía, historia y prácticas .Habiendo estado expuesta al movimiento de mujeres durante sus estudios en Alemania durante la década anterior,se unió a la Asociación General de Mujeres de la Iglesia Evangélica de Transilvania tras su fundación en 1884 y se convirtió en una de las líderes en presionar por los derechos de la mujer.En 1888, presentó una conferencia Die Frau als Lehrerin (La mujer como maestra) argumentando que la igualdad de derechos debería emplearse en las escuelas de niñas operadas por la Iglesia Evangélica de Transilvania. Señaló que en 1887 se había rechazado una propuesta para contratar maestras con el argumento de que la Iglesia tendría que abrir y operar una escuela normal para capacitarlas.
También ese año, se aprobó el plan de estudios KBA-AB fue aprobado por la corona húngara y en 1891 su trabajo y los cambios en los requisitos del gobierno habían transformado la educación temprana en Hungría. En 1892, la escuela fue acreditada oficialmente por el estadoy dos años más tarde Adele Zay diseñó un curso de educación continua de tres meses de duración para preparar a cuidadores de niños rurales, mientras sus padres se dedicaban a la siembra y la cosecha. El trabajo social realizado por estos cuidadores, quienes se enfocaban en enseñar a los niños su lengua y costumbres nativas, construía puentes entre las familias rurales y los pueblos donde vivían los cuidadores. 
En 1894, apeló con éxito a las autoridades de la iglesia, argumentando que los maestros de jardín de infantes y artesanía, que enseñaban habilidades técnicas y ayudaban a preservar el arte popular pero no eran considerados educadores, deberían ser tenidos en cuenta para pensiones de jubilación.Después de numerosas peticiones a las autoridades, en 1901 Adele Zay  logró abrir la profesión docente a las mujeres. En 1903 se  inauguró la primera escuela normal para mujeres de Transilvania en Schäßburg (Segesvár). Adele Zay estudió durante sus veranos para continuar su propia educación en Inglaterra, Francia y Alemania donde se puso en contacto con feministas internacionales,como Minna Cauer y Jeanette Schwerin .Comenzó a hacer campaña por cambios en las leyes de trabajo infantil, pidió la supresión de la retórica nacional en publicaciones y discursos, y defendió la causa de la igualdad, incluido el sufragio femenino.
Después de la Primera Guerra Mundial y la guerra húngaro-rumana, el Reino de Rumania ganó jurisdicción sobre Transilvania. En 1918, las mujeres ganaron el derecho al voto en las elecciones de la iglesia y en 1920, Zay fundó Freie Sächsische Frauenbund (Free Saxon [ie de habla alemana] Liga Femenina). La organización paraguas tenía como objetivo unir a grupos de mujeres étnicamente alemanas para la acción sociopolítica dentro del estado rumano. A través del grupo, ella continuó presionando por la educación de las mujeres, pidiendo educación técnica secundaria para las niñas e introduciendo cursos de crianza y guardería en las escuelas secundarias para niñas.
Elegida como miembro del parlamento en 1920, trabajó además como miembro del Comité de Distrito para el Consejo Popular de Burzenland. En 1922 fue nombrada oficialmente directora de la KBA-AB  y ocupó el cargo hasta que se jubiló en 1927. En su mandato de 43 años, logró graduar a más de 830 estudiantes.
 

En 1924, Zay implementó cambios para incorporar las nuevas políticas culturales requeridas por el estado rumano,y al año siguiente fue elegida Presidenta de la Liga de Mujeres. En su 80 cumpleaños en 1928, la liga organizó una recaudación de fondos nacional, recaudando más de 250.000 leu rumanos para establecer la Fundación Adele Zay para la Preservación de los Jardines de Infancia Sajones.

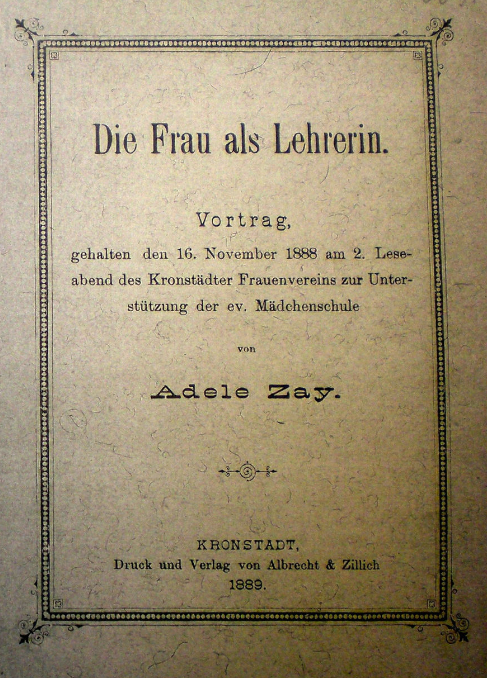
Muere Frau como Lehrerin, 1889

Adele Zay murió el 29 de diciembre de 1928 en Kronstadt, tras una breve enfermedad provocada por un infarto. Fue la primera mujer en descansar en la Iglesia Negra allí, antes de ser enterrada de acuerdo con sus deseos en el cementerio de la ciudad de Hermannstadt.

## Publicaciones
En 1896, Adele Zay publicó Theorie und Praxis der Kleinkindererziehung (Teoría y práctica de la educación infantil), un libro de texto que expresaba la importancia del jardín de infancia en el desarrollo social de los niños. Instruyó a los maestros para que permitieran que los niños aprendieran a partir de la observación y la actividad supervisada, y señaló que jugar entre ellos estimulaba su desarrollo como miembros de su comunidad. Revisado y reeditado bajo el título Theorie und Praxis des Kindergartens (Teoría y práctica del jardín de infancia) en 1916, el libro fue ampliamente utilizado en Alemania para capacitar a maestros hasta el advenimiento de la Segunda Guerra Mundial .
En 1898, Zay publicó un segundo libro, Hilfsbüchlein zur Heranbildung von Leiterinnen von Sommerbewahranstalten (Folleto de ayuda para la educación superior de mujeres que dirigen refugios de verano), que brinda consejos prácticos para que los maestros organicen actividades de verano para que los niños continúen su socialización. Se publicó una segunda edición en 1918.

## Reconocimientos

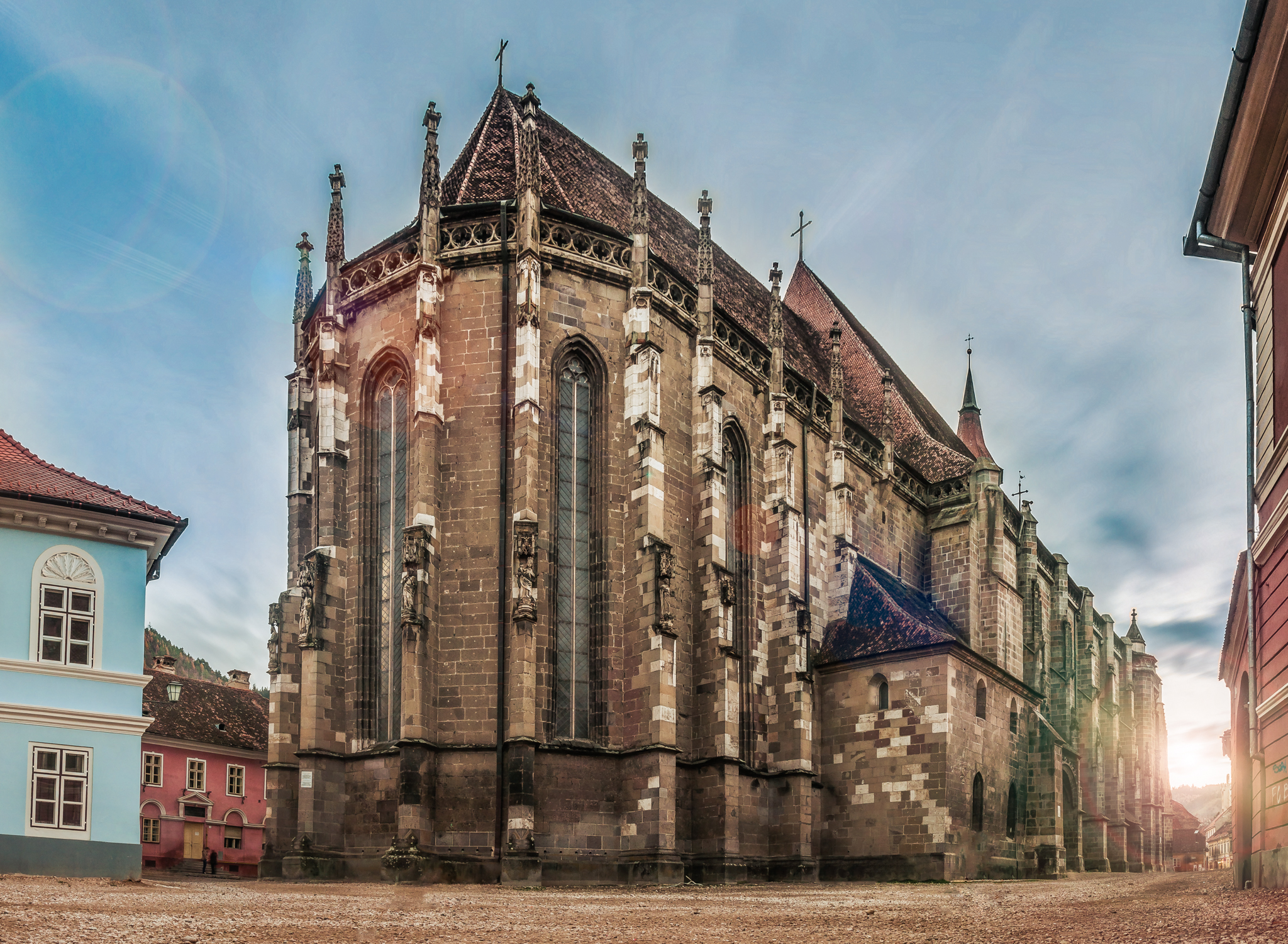
Biserica Neagra (Iglesia Negra), Brasov, Rumania

En la Exposición Nacional de Educación Infantil de 1889 en Budapest, la hicieron una mención por su trabajo, mientras que los cursos que impartía en la escuela ganaron el premio de oro.Es recordada por sus contribuciones para profesionalizar la enseñanza, por establecer jardines de infancia en Transilvania basados en los principios de Fröbel y por sus esfuerzos para empoderar a las mujeres.
En 1929, la KBA-AB pasó a llamarse "Escuela Adele Zay",pero fue disuelta por el gobierno rumano en 1949. La Liga de Mujeres Sajonas Libres, fundada por Zay, pasó a llamarse Federación Germano-Sajona. de la Mujer en 1930. En de, Alemania, una asociación benéfica que lleva su nombre fue fundada en 1962. La asociación creó Haus Siebenbürgen, Alten- und Pflegeheim (Casa de Transilvania, Hogar de Ancianos y Centro de Tratamiento) en 1966 para cuidar a los ancianos de Transilvania, erigiendo un busto y una placa en honor a Adele Zay en el vestíbulo. La asociación también estableció un jardín de infancia en 1992 y un segundo jardín de infancia en 1995, ambos administrados por la ciudad de Wiehl .

### Citas
1. ↑  Schiel, Ingrid (14 de mayo de 2018). Frei – Politisch – Sozial: Der Deutsch-Sächsische Frauenbund für Siebenbürgen 1921–1939 (en alemán). Vandenhoeck & Ruprecht. ISBN 978-3-412-50445-8. Consultado el 8 de diciembre de 2022.
2. ↑  Campbell, 2008.
3. 1 2 3 4 5 6 7  Schiel, 2018, p. 562.
4. 1 2 3 4 5 6 7 8 9 10 11 12 13 14 15 16 17 18 19 20 21 22 23 24  Berger, 2019.
5. 1 2  Guist, 2007, p. 34.
6. ↑  Baynes y Smith, 1878, p. 414.
7. ↑  Harsanyi, 1996, pp. 498–499.
8. ↑  Harsanyi, 1996, p. 499.
9. ↑  Wittstod, 1927.
10. 1 2 3 4 5  Schiel, 2011, p. 11.
11. ↑  Zay, 1889, pp. 25–27.
12. ↑  Zell, 1981, p. 2.
13. 1 2 3 4 5 6  Guist, 2007, p. 35.
14. ↑  Clark, 2015, p. 18.
15. ↑  Cook y Stevenson, 2005, p. 297.
16. ↑  Schiel, 2018, p. 389.
17. ↑  Zell, 1981, p. 1.
18. 1 2  Schiel, 2011, p. 12.
19. ↑  Berger y Herrmann, 2019.
20. ↑  Franchy, 2010.
21. ↑  Franchy, 2012.